# Гайле Мар'ям Десалень
Гайле Мар'ям Десалень (амх. ኃይለማሪያም ደሳለኝ; нар. 19 липня 1965) — ефіопський політичний діяч, заступник прем'єр-міністра й міністр закордонних справ, 20 серпня 2012 року — 15 лютого 2018 — голова уряду Ефіопії. Став першим протестантським главою уряду в історії Ефіопії.
З січня 2013 до січня 2014 року обіймав посаду голови Африканського Союзу

## Життєпис
Народився 19 липня 1965 року на півдні Ефіопії (нині — регіон Народів і народностей півдня). Закінчив середню школу в рідній провінції, а 1988 року здобув ступінь бакалавра в галузі будівництва в Університеті Аддис-Абеби. Після здобуття вищої освіти працював асистентом у Гідротехнологічному інституті Арба-Минча.
1992 року закінчив Технологічний університет Тампере у Фінляндії, де здобув ступінь магістра. Під час навчання працював на місцевій водоочисній станції, а свою дипломну роботу написав на тему «обробки стічних вод».
Після повернення на батьківщину упродовж 13 років обіймав різні наукові й адміністративні посади, включаючи роботу деканом Гідротехнологічного інституту Арба-Минча.
Наприкінці 1990-их — початку 2000-их років серйозно зайнявся політичною діяльністю у лавах Революційно-демократичного фронту ефіопських народів (урядової партії Ефіопії) та став віцегубернатором регіону Народів і народностей півдня. На тому посту він замінив Абате Кішо, знятого з посади за звинуваченням у корупції, хоча існує думка, що того було знято за підтримку опозиційного до Мелеса Зенаві угрупування під час розколу в лавах Тиграйського народного фронту визволення (ядра РДФЕН) 2000 року.
З листопада 2001 по березень 2006 року очолював регіон Народів і народностей півдня. Отримав пост віцепрем'єра та міністра закордонних справ у кабінеті Мелеса Зенаві у жовтні 2010 року. Після смерті Мелеса Зенаві (20 серпня 2012) очолив уряд.